# Liste der Staatsoberhäupter 66
Übersicht
◄◄ | ◄ | 62 | 63 | 64 | 65 | Liste der Staatsoberhäupter 66 | 67 | 68 | 69 | 70 | ► | ►►

Weitere Ereignisse

## Afrika
- Aksumitisches Reich
  - König: s. Aksumitisches Reich

- Reich von Kusch
  - vgl. Liste der Könige von Nubien#Meroitische Periode

- Römisches Reich
  - Provincia Romana Aegyptus
    - Präfekt: Tiberius Iulius Alexander (66–69)

## Asien
- Armenien
  - König: Trdat I. (61–75)

- China
  - Kaiser: Han Mingdi (57–75)

- Iberien (Kartlien)
  - König: Mirdat I. (58–106)

- Indien
  - Indo-Parthisches Königreich
    - König: Satavastres (65–70)

  - Satavahana
    - König: vgl. Liste der Herrscher von Satavahana

- Japan (Legendäre Kaiser)
  - Kaiser: Suinin (29 v. Chr.–70)

- Judäa
  - König: Herodes Agrippa II. (50–70)

- Kleinarmenien
  - König: Aristobulos (54–72)

- Kommagene
  - König: Antiochos IV. (38–72)

- Korea
  - Baekje
    - König: Daru (29–77)

  - Gaya
    - König: Suro (42–199?)

  - Silla
    - König: Talhae (57–80)

- Kuschana
  - König: Kujula Kadphises (30–80)

- Nabataea
  - König: Malichus II. (Maliku) (40–70)

- Osrhoene
  - König: Ma'nu VI. (57–71)

- Partherreich
  - Schah (Großkönig):Vologaeses I. (51–76/80)

- Römisches Reich
  - Provincia Romana Iudaea
    - Prokurator: Gessius Florus (64–66)
    - Prokurator: Marcus Antonius Julianus (66–70)
    - Hohepriester von Judäa: Matthias ben Theophilos (65–70)
    - Hohepriester von Judäa: Phanni (66–70) – eingesetzt von den aufständischen Juden Jerusalems

  - Provincia Romana Syria
    - Präfekt: Gaius Cestius Gallus (63–67)

## Europa
- Bosporanisches Reich
  - König: Kotys I. und Eunike (45/46–68/69)

- Römisches Reich
  - Kaiser: Nero (54–68)
    - Konsul: Gaius Luccius Telesinus (66)
    - Konsul: Gaius Suetonius Paulinus (66)
    - Suffektkonsul: Marcus Annius Afrinus (66)
    - Suffektkonsul: Gaius Paccius Africanus (66)
    - Suffektkonsul: Marcus Arruntius Aquila (66)
    - Suffektkonsul: Marcus Vettius Bolanus (66)

  - Provincia Romana Britannia
    - Legat: Marcus Trebellius Maximus (63–69)